# Harald Kylin
Johan Harald Kylin (5. února 1879 Ornunga, Älvsborgs län – 16. prosince 1949 Lund) byl švédský botanik a algolog. 

## Životopis
Kylinův otec Nils Henrik Olsson byl zemědělec a děti dostaly jméno Kylin po chalupě, protože jméno Olsson bylo ve Švédsku poměrně běžné. Byl nejstarším synem z pěti synů a pěti dcer. V roce 1898 absolvoval gymnázium v Göteborgu a studoval na univerzitě v Uppsale, kde v roce 1907 získal doktorát u Franse Reinholda Kjellmana (1846–1907). Poté přednášel na univerzitě v Uppsale a současně učil na gymnáziu a na pedagogické fakultě. V letech 1912/13 působil u Wilhelma Pfeffera v Lipsku. Od roku 1920 až do svého odchodu do důchodu v roce 1944 byl profesorem botaniky na univerzitě v Lundu. Agardhův herbář v Lundu byl jednou z nejvýznamnějších sbírek řas na světě.
Zabýval se především řasami. Již ve své disertační práci se zabýval mořskou flórou západního pobřeží Švédska. Později strávil s rodinou mnoho letních prázdnin v Kristinebergu u Fiskebäckskilu, kde se věnoval výzkumu v mořské laboratoři. Publikoval o taxonomii, morfologii, biochemii, ekologii a fyziologii řas a v roce 1944 vydal revizi taxonomie červených řas na západním pobřeží Švédska, v roce 1947 revizi taxonomie hnědých řas a v roce 1949 revizi taxonomie zelených řas. Publikoval také o řasách západního pobřeží Norska, kde byl v roce 1908, o červených řasách Subantarktidy a Arktidy (1919), o červených řasách Nového Zélandu, jižní Afriky a Kalifornie. V roce 1922 navštívil USA a sbíral na poloostrově Monterey, v La Jolla v Kalifornii, v Friday Harbor v San Juan County ve Washingtonu (kde v roce 1924 vedl letní kurz o řasách) a ve Woods Hole. V roce 1917 publikoval revizi taxonomie hnědých řas, v níž se opíral zejména o jejich vývojové cykly. Tehdy uznal pět řádů, při revizi v roce 1933 3 třídy a 12 řádů. V roce 1923 vydal monografii o morfologii 25 rodů červených řas třídy Florideophycidae. V roce 1940 vydal monografii o taxonomii hnědých řas třídy Chordariales a v roce 1932 o řádu Gigartinales. V roce 1956 byla posmrtně vydána jeho kniha Die Gattungen der Rhodophyceen, kterou k vydání připravila jeho ovdovělá manželka, bioložka.
V roce 1924 se oženil s Elsou Sofií Jacobowskou, s níž měl syna a dceru.
Byl členem Královské švédské a Královské dánské akademie věd, dopisujícím členem Americké botanické společnosti a Societas pro Fauna et Flora Fennica. Obdržel Linnéovu zlatou medaili od Kungliga Fysiografiska Sällskapet v Lundu.
V letech 1922–1928 byl redaktorem vědeckého časopisu Botaniska Notiser.